# Parancistrocerus reflexus
Parancistrocerus reflexus (лат.) — вид одиночных ос рода Parancistrocerus (Eumeninae, Vespidae). Юго-Восточная Азия: Лаос (Lao Pako env., 55 км сев.-вост. от Вьентьяна). Мелкие осы (длина менее 1 см). Основная окраска чёрная со светлыми отметинами. Брюшко стебельчатое. От близких видов отличается следующими признаками: стернит S2 мезально с продольной бороздкой; тергит T2 мезально с плоским, узким продольным килем; пятна на голове, передняя полоса на переднеспинке, паратегула и апикальные полосы на T1, T2 и S2 красные (у сходного вида Parancistrocerus acclivus они светло-жёлтые). Клипеус шире, своей длинны, или с равной длиной и шириной. Вершина тергитов Т2 и Т3 не удлинена мезально. Вторая субмаргинальная ячейка переднего крыла нестебельчатая. На передней части переднеспинки есть пара срединных ямок. Вид был впервые описан в 2011 году австрийским энтомологом Йозефом Гусенляйтнером (нем. Josef Gusenleitner; Линц, Австрия), а его валидный статус подтверждён в ходе ревизии юго-восточно-азиатских видов, проведённой в 2019 году энтомологами Т.Ли (Chongqing Normal University, Chongqing, КНР) и Джеймсом Карпентером (Division of Invertebrate Zoology, American Museum of Natural History, Нью-Йорк, США). Осы Parancistrocerus строят гнёзда в различных полостях, а взрослые самки охотятся на личинок насекомых, в которых происходит развитие личинок ос.